# Каррантуил
Карранту́ил (устар. — Карранту́илл, англ. Carrauntoohil /ˌkærənˈtuːl/, ирл. Corrán Tuathail) — вершина в горах Макгилликаддис-Рикс на территории графства Керри, высшая точка Ирландии. Высота Каррантуила — 1041 м. На горе установлен большой металлический крест высотой 5 м.
Каррантуил является достаточно популярной точкой в маршрутах туристов, которые занимаются пешим туризмом. Несмотря на высокую лавиноопасность и сыпучесть склонов, для восхождения на гору не требуется специального альпинистского снаряжения.